# ناحية كلاردشت

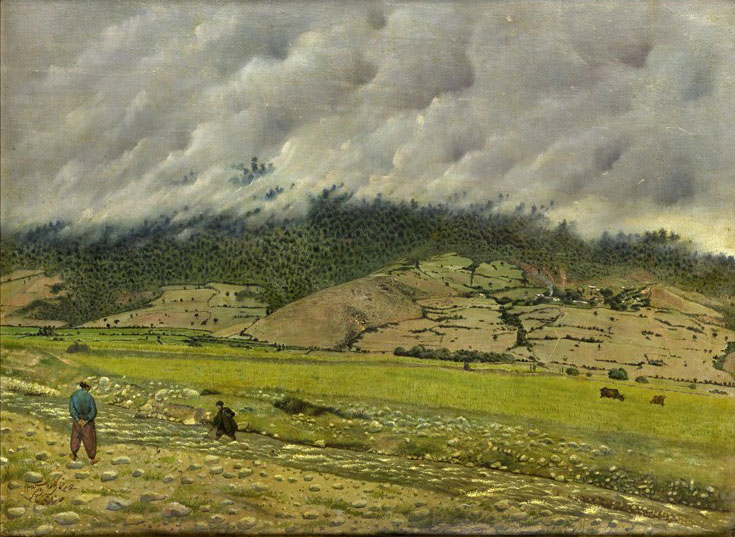

ناحية كلاردشت (بالفارسية: بخش کلاردشت) هي ناحية في مقاطعة شالوس، محافظة مازندران، إيران. حسب إحصاء 2016، عدد سكان الناحية 20318 فردا في 6743 عائلة. بالناحية مدينتان هما كلاردشت ومرزن‌أباد. بالناحية 4 مناطق ريفية هي قسم بيرون‌بشم الريفي وقسم كلاردشت الغربي الريفي وقسم كلاردشت الشرقي الريفي وقسم كوهستان الريفي.